# 花筏
『花筏』（はないかだ）は、上方落語の演目。別題『提灯屋角力』、『提灯屋相撲』（ちょうちんやすもう）。江戸落語（東京）には3代目三遊亭圓馬により移植された。なお、演題について前田勇『上方落語の歴史 増補』、宇井無愁『落語の根多 笑辞典』はいずれも『花筏』を東京での題とし、上方落語としての演題を『提灯屋角力』としている。
相撲の巡業に際して大関が来られなくなり、見かけがそっくりな提灯屋を取り組みをしない条件で替え玉に仕立てたが、話が変わり土俵に上がることになって起きる騒動を描く。原話について宇井無愁は「講釈の落語化という」としている。

## あらすじ
提灯屋の七兵衛に知り合いの相撲部屋の親方から呼び出しがかかる。親方は江州の長浜への巡業を請け負っていたのだが、部屋の看板力士である大関の花筏が急病で寝込んでしまい、とても巡業になどは出られる状態ではない。この巡業の成否は花筏の人気に左右され、いまさら断るわけにもいかないので、たまたま花筏と容貌がそっくりな七兵衛を偽の花筏として連れて行きたいというのだ。相撲を取ったことなどなく、ただ太っているだけの七兵衛は断ろうとするが、花筏は病気のため相撲を取れず土俵入りだけ務めると周知する、さらに普段の手間賃の倍の金を出す、と言われて話に乗ることにする。
巡業先では七兵衛を花筏と信じる現地の人々に歓待され、いい気になってしまうが、千秋楽になって千鳥ヶ淵という地元力士と花筏との一番が組まれてしまう。網元の息子である千鳥ヶ淵は素人ながら、取組に参加してこれまで九戦全勝の強豪だった。約束が違うと七兵衛が文句を言うと、連日の派手な飲み食いや、宿屋の女中のところへ夜這いしたことから、体調が戻っているのではないかと一部から疑われていると聞かされる。親方から、立合い後すぐに両手を出して、相手に触ったなと思ったらそのままひっくり返ってわざと負けろ、病をおして相撲を取ってくれたんだと観客は考えてくれるから大関の名誉も傷つかず、七兵衛の体も無事だと言われて仕方なく引き受ける。
一方の千鳥ヶ淵は天下の大関と相撲が取れると喜んでいたが、父親から、今まで勝ってきたのはこっちがご贔屓衆だから手を抜いてくれたおかげだ、花筏も素人相手に相撲を取れるかとばかり、飲み食いに明け暮れている。その鬱憤晴らしにお前を土俵の上で殺す気だ、だから明日は相撲を取るなと言われてしまう。
しかし当日、取り組みを見るだけの積りで会場に来た千鳥ヶ淵は根っからの相撲好きのため、呼び出しの声を聞くと父親との約束をつい忘れて土俵に上がってしまい、仕切りが始まる。七兵衛は怖ろしさに涙をこぼし、これがこの世の見納めかと思わず「南無阿弥陀仏」と唱えてしまう。ところが念仏の声を聞いた千鳥ヶ淵の方も、花筏は本当に自分を殺そうとしているのだと、哀れな奴だと涙を流して念仏を唱えているのだと思い込んですくみあがり、思わず涙を落して「南無阿弥陀仏」。そこに行司の声がかかり、立ち上がったふたりだったが、殺されると思っている千鳥ヶ淵は身体に力が入らない。そこへ親方の言うとおりに伸ばした七兵衛の手が当たって千鳥ヶ淵はあっけなく倒れてしまう。観客たちは、張り手一発で千鳥ヶ淵を吹っ飛ばすとはさすが大関だと感心する。「張るのは上手いはず。提灯屋ですから」